# Acte gratuit

акт гратуи (фр. acte gratuit — безразложни, немотивисани чин), појам који је у књижевност у првом реду увео Андре Жид, посебно у романима сотијама: Лоше оковани Прометеј (1899) и Подруми Ватикана (1914). Супротно аутономно моралном чину, како га схвата Кант у својој теорији категоричког императива, акт гратуи био би аутономни чин као израз чисте спонтаности, апсолутне слободе бића. Акт гратуи симболизује покушај да се биће ослободи свега што долази споља, што му се намеће, и да ухвати везу са својом, ничим изван себе условљеном суштином. Овај чин је само теоријски изводљив; у пракси он увијек остаје неостврљив (нпр. филозофска фарса Лафкадијевих напора у Подрумима Ватикана). Али само размишљање о овом чину треба да помогне личности да потпуније и складније оствари спој између онога што јесте и онога што треба да буде. 